# Bluefre
Bluefre (Prunus domestica 'Bluefre') je ovocný strom, kultivar druhu slivoň z čeledi růžovitých. Plody velké, s fialovou slupkou, ojíněné, aromatické, vhodné pro konzum i na zpracování. Zraje koncem srpna.

## Původ
Byla vypěstována v USA, zkřížením odrůd 'President' a 'Stanley'. 

## Vlastnosti
Růst bujný. Plodnost vysoká. cizosprašná odrůda. Opylovač - Stanley, Valor, Vision. Zraje koncem srpna. Vyžaduje teplé osluněné polohy, propustné živné půdy s dostatkem vlhkosti. Řez nutný.

## Plod
Plod podlouhlý, velký. Slupka modrá, ojíněná. Dužnina je zelenožlutá, chutná, obvykle jde dobře od pecky. 

## Choroby a škůdci
Tolerantnost k šarce není uváděna, podle pěstitelů je odrůda poškozována.